# Данцевка
Данцевка (рос. Данцевка) — село у Росії, Богучарському районі Воронізької області. Входить до складу Луговського сільського поселення.
Населення становить 554 особи (263 чоловічої статі й 291 — жіночої) за переписом 2010 року.

## Історія
За даними 1859 року на казенному хуторі Данцов Богучарського повіту Воронізької губернії мешкало 967 осіб (472 чоловічої статі та 495 — жіночої), налічувалось 124 дворових господарства.
Станом на 1886 рік у колишній державній слободі Данцова Твердохлібівської волості мешкало 1729 осіб, налічувалось 227 дворових господарств, існували православна церква, 16 вітряних млинів.
За переписом 1897 року кількість мешканців зросла до 1561 особи (789 чоловічої статі та 772 — жіночої), з яких всі — православної віри.
За даними 1900 року у слободі Данцево й на хуторі Кузьменків мешкало 1525 осіб (771 чоловічої статі та 754 — жіночої) переважно українського населення, налічувалось 238 дворових господарств, існували православна церква, школа грамоти, 15 вітряних млинів, дріб'язкова лавка.

## Населення
| 2000 | 2005 | 2010 |
| ---- | ---- | ---- |
| 627  | ↘593 | ↘554 |